# Clematis
Clematis (del grec:klématis, que era una planta enfiladissa, probablement Vinca) és un gènere de lianes enfiladisses molt vigoroses amb flors són atractives. Algunes espècies són arbustives i altres són herbàcies perennes. Generalment són plantes que viuen bé en llocs calcaris (calcícoles) i es troben sota climes temperats dels dos hemisferis. També n'hi ha en la muntanya tropical. Són caducifòlies en climes temperats i de fulla persistent en climes càlids.
S'han recomptat 297 espècies de Clematis. La subdivisió del gènere comprèn 19 seccions (segons Magnus Johnson). Segons Grey-Wilson hi ha els següents subgèneres:Clematis, Cheiropsis, Flammula, Archiclematis, Campanella, Atragene, Tubulosae, Pseudanemone i Viorna
En jardineria es fan servir sobretot cultivars de la secció Viticella del subgènere Flammula.

## Espècies de Clematis als Països Catalans
Als Països Catalans es troben les següents espècies de Clematis.
- Clematis recta
- Clematis cirrhosa
- Clematis vitalba
- Clematis flammula

## Ús i toxicitat
Tot el gènere conté irritants per la pell i les mucoses, són plantes bàsicament tòxiques encara que en medicina tradicional s'havien utilitzat contra la migranya i trastorns nerviosos (pels natius americans) i, amb èxit, contra infeccions de la pell.

## Taxonomia
Algunes espècies:
- Clematis addisonii -
- Clematis albicoma -
- Clematis alpina -

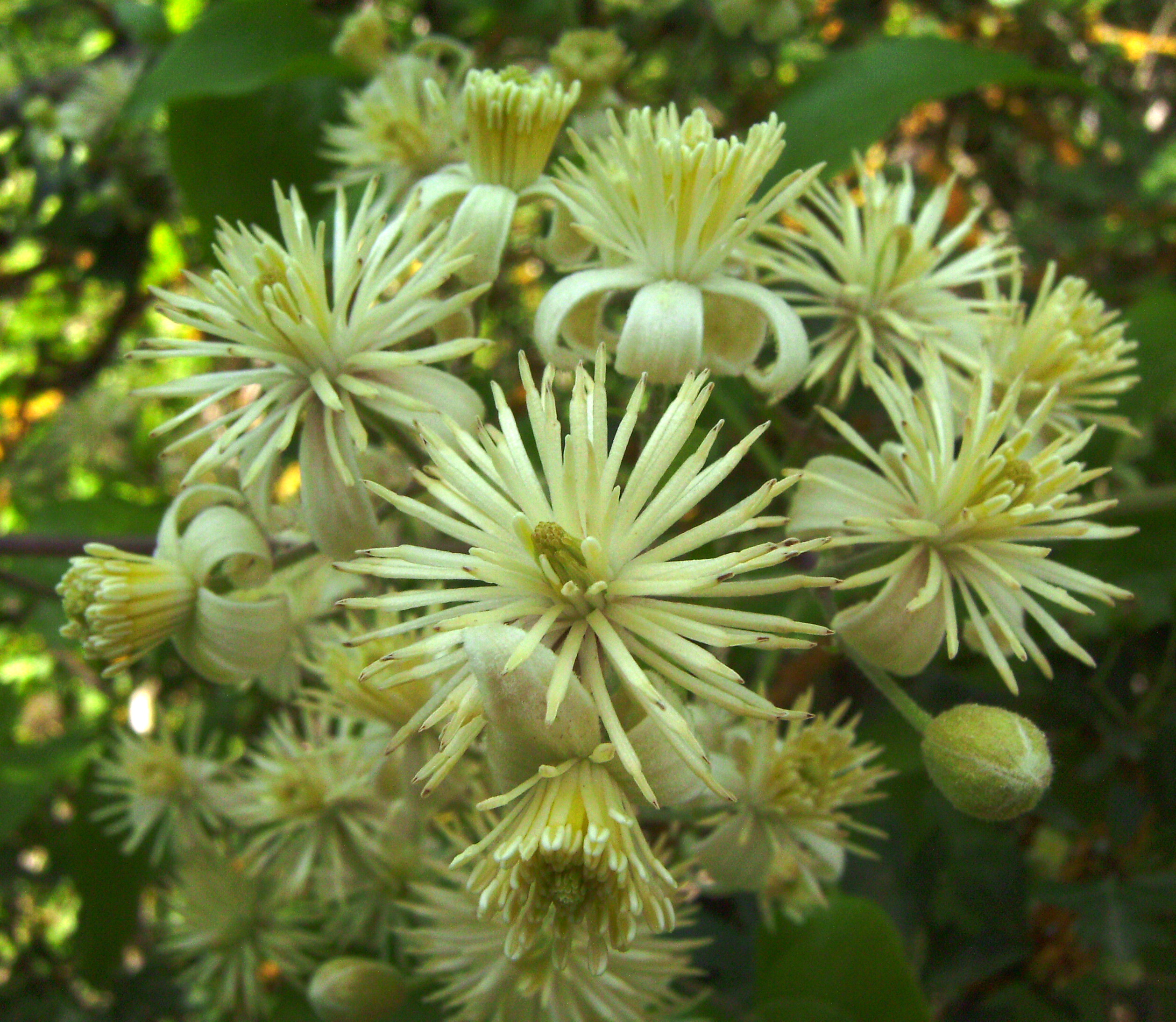
Flors de Clematis vitalba a la Serra de Castelltallat

- Clematis armandii - inclou les cultivars 'Apple Blossom' i 'Snowdrift'.
- Clematis baldwinii -
- Clematis bigelovii -
- Clematis brachiata -
- Clematis campaniflora -
- Clematis caracasana -
- Clematis catesbyana -
- Clematis chinensis - Wei ling xian en xinès
- Clematis cirrhosa - inclou les cultivars: 'Freckles,' 'Wisley Cream' i 'Jingle Bells,'.
  - Clematis cirrhosa v. balearica de les Illes Balears
- Clematis coactilis -
- Clematis columbiana -
- Clematis crispa -
- Clematis dioica -
- Clematis drummondii -
- Clematis durandii
- Clematis flammula -
- Clematis florida -
- Clematis fremontii -
- Clematis glaucophylla -
- Clematis glycinoides -
- Clematis henryi
- Clematis hirsutissima -
- Clematis integrifolia
- Clematis lasiantha -
- Clematis ligusticifolia -
- Clematis macropetala
- Clematis marmoraria -
- Clematis microphylla -
- Clematis montana -
- Clematis morefieldii -
- Clematis occidentalis -
- Clematis ochroleuca -
- Clematis orientalis -
- Clematis palmeri -
- Clematis pauciflora -
- Clematis pitcheri -
- Clematis pubescens
- Clematis recta -
- Clematis reticulata -
- Clematis socialis -
- Clematis stans -
- Clematis tangutica -
- Clematis terniflora -
- Clematis ternifolia - o Clematis paniculata
- Clematis texensis -
- Clematis versicolor -
- Clematis viorna -
- Clematis virginiana -
- Clematis vitalba -
- Clematis viticaulis -
- Clematis viticella -